# Aroma Espresso Bar
«Aroma Espresso Bar» (Арома Еспрессо Бар) — ізраїльська міжнародна мережа кав'ярень, об'єднаних однією концепцією.

## Історія
У серпні 1994 року було відкрито першу кав'ярню торгової марки «Aroma Espresso Bar» у Єрусалимі. Станом на 2018 рік у Ізраїлі працює 140 кав'ярень.
У 2006 році перший заклад мережі був відкритий у Нью-Йорку, США в районі Сохо.
У 2007 році запрацювала перша кав'ярня «Aroma Espresso Bar» у Торонто, Канада.
На український ринок мережа вийшла у 2009 році із планами відкрити 5 закладів протягом 2 років, а згодом ще 25 кав'ярень.

## Відгуки
В інтерв'ю журналу Тайм тенісистка Марія Шарапова назвала «Aroma Espresso Bar» у Нью-Йорку найкращим місцем, яке варто відвідати заради їжі.